# Liu Kai-chi
Liu Kai-chi (廖啟智, 30 septembre 1953 - 28 mars 2021), aussi connu sous le nom de Dick Liu, est un acteur hongkongais dont la carrière s'étend sur plus de 40 ans. Connu pour ses rôles secondaires d'homme ordinaire (en), il est apparu dans plus de 90 séries télévisées et 70 films et a été nommé huit fois aux Hong Kong Film Awards du meilleur acteur dans un second rôle, qu'il a remporté deux fois, le premier pour la comédie Cageman (1993), et le deuxième pour le thriller The Crash en 2009.

## Biographie
Liu s'intéresse au métier d'acteur dès l'enfance et décide de rentrer dans l'industrie cinématographique une fois le lycée terminé. Il occupe divers postes dans les équipes de tournage pour accumuler de l'expérience et il  est tout d'abord refusé dans une école d'acteurs en raison de sa taille et son apparence jugées trop « ordinaires ». Il est finalement accepté au programme de formation de la chaîne TVB en 1979 et se fait tout d'abord connaître pour son apparition dans la série à succès The Bund (en),.
Liu remporte son premier Hong Kong Film Award du meilleur second rôle en 1993 pour son rôle de Prince Sam dans la comédie Cageman. Il est ensuite nommé pour le même prix en 2004 et 2006 pour ses rôles dans Infernal Affairs 2 et SPL : Sha po lang, avant de remporter une seconde fois le prix en 2009 pour The Crash de Dante Lam, dans lequel il joue un policier. Il continue de travailler avec Lam sur ses films suivants, Snipers, tireur d'élite et The Stool Pigeon (en). Ce-dernier lui permet d'être de nouveau nommé au prix du meilleur second rôle en 2011.
En 2014, Liu tient l'un des rôles principaux de deux séries télévisées sur HKTV (en), The Election (en) et The Borderline (en). Ces deux séries sont sélectionnées dans un sondage public pour leur lancement en ligne le 19 novembre 2014.

## Vie privée
En 1987, Liu épouse l'actrice Barbara Chan Man-yee, également connue sous le nom de Money Chan, après l'avoir rencontrée au programme de formation de TVB. Ils ont trois fils. En avril 2006, il perd son plus jeune fils de 6 ans, Liu Man-lok, malade d'une leucémie, après une lutte de trois ans en phase terminale. Liu et Chan sont connus pour être des chrétiens engagés, ce que Chan attribue à l'avoir aidée à surmonter la mort de son fils,.
En mars 2021, il est annoncé que Liu souffre d'un cancer de l'estomac. Son épouse confirme que cela a été découvert en décembre 2020 et qu'il avait suspendu son travail pour le traitement. Il meurt cependant dans la nuit du 28 mars 2021 à l'hôpital Prince of Wales (en), entouré de sa famille.

## Filmographie

### Télévision
| Année | Titre                                   | Rôle                             | Notes                                           |
| ----- | --------------------------------------- | -------------------------------- | ----------------------------------------------- |
| 1979  | Chor Lau-heung                          |                                  |                                                 |
| 1980  | The Bund                                |                                  |                                                 |
| 1980  | The Bund 2                              |                                  |                                                 |
| 1981  | The Misadventure of Zoo                 |                                  |                                                 |
| 1981  | The Lonely Hunter                       |                                  |                                                 |
| 1982  | You Only Live Twice                     |                                  |                                                 |
| 1983  | The Fortune Teller                      |                                  |                                                 |
| 1983  | Woman on the Beat                       |                                  |                                                 |
| 1985  | The Legend of the General Who Never Was |                                  |                                                 |
| 1985  | The Yang's Saga                         |                                  |                                                 |
| 1985  | The Possessed                           |                                  |                                                 |
| 1986  | New Heavenly Sword and Dragon Sabre     |                                  |                                                 |
| 1986  | Heir to the Throne Is...                | Man Tim-fuk / Empereur Han Wendi |                                                 |
| 1986  | The Ordeal Before The Revolution        |                                  |                                                 |
| 1986  | Brothers Under the Skin                 |                                  |                                                 |
| 1986  | Turn Around and Die                     |                                  |                                                 |
| 1987  | The Grand Canal                         |                                  |                                                 |
| 1987  | The Legend of the Book and Sword        |                                  |                                                 |
| 1988  | Behind Silk Curtains                    |                                  |                                                 |
| 1988  | The Saga of the Lost Kingdom            |                                  |                                                 |
| 1988  | Four of A Kind                          |                                  |                                                 |
| 1988  | The In-Between                          |                                  |                                                 |
| 1988  | Withered in the Wind                    |                                  |                                                 |
| 1990  | The Challenge of Life                   |                                  |                                                 |
| 1991  | Police on the Road                      | Inspecteur Lee                   |                                                 |
| 1992  | Vengeance                               |                                  |                                                 |
| 1993  | The Mystery of the Condor Hero          |                                  |                                                 |
| 1993  | Mind Our Own Business                   |                                  |                                                 |
| 1993  | For Home's Sake                         |                                  |                                                 |
| 1994  | The Intangible Truth                    |                                  |                                                 |
| 1994  | Master of Martial Arts                  |                                  |                                                 |
| 1994  | Fate of the Clairvoyant                 |                                  |                                                 |
| 1994  | Gentle Reflections                      |                                  |                                                 |
| 1995  | Justice Pao                             |                                  |                                                 |
| 1995  | Detective Investigation Files 3         |                                  |                                                 |
| 1996  | ICAC Investigators 1996                 | Hung Kwok-chun                   | épisode 4 : The Awakening of the Albatron Dream |
| 1997  | The Hitman Chronicles                   |                                  |                                                 |
| 1998  | ICAC Investigators 1998                 | Lam Cheuk-sang                   | épisode 3 : The Boss Got Brains                 |
| 1998  | Till When Do Us Part                    |                                  |                                                 |
| 1999  | Game of Deceit                          |                                  |                                                 |
| 1999  | The Flying Fox of Snowy Mountain        | Ping Ah-say                      |                                                 |
| 1999  | Untraceable Evidence 2                  |                                  |                                                 |
| 1999  | Side Beat                               |                                  |                                                 |
| 1999  | Ultra Protection                        |                                  |                                                 |
| 1999  | Life For Life                           |                                  |                                                 |
| 2000  | Ups and Downs                           |                                  |                                                 |
| 2000  | The Legend of Lady Yang                 |                                  |                                                 |
| 2000  | Aiming High                             |                                  |                                                 |
| 2001  | A Step into the Past                    | Un scientifique                  |                                                 |
| 2001  | A Taste of Love                         | Chu Cheung Wong                  |                                                 |
| 2001  | Virtues of Harmony                      | Bo Lo To                         |                                                 |
| 2002  | Whatever It Takes                       | Mo Yung Bak                      |                                                 |
| 2002  | Good Against Evil                       |                                  |                                                 |
| 2003  | Survivor's Law                          | Cheuk Fan                        |                                                 |
| 2003  | Witness to a Prosecution 2              |                                  |                                                 |
| 2003  | The 'W' Files                           |                                  |                                                 |
| 2005  | Misleading Track                        | Yan Ming                         |                                                 |
| 2005  | The Academy                             | Hor Sum                          |                                                 |
| 2005  | The Herbalist's Manual                  |                                  |                                                 |
| 2005  | Ten Brothers                            | Man Sai Hung                     |                                                 |
| 2009  | The Winter Melon Tale                   | Tin Tai Fu/Fan Tung              |                                                 |
| 2014  | The Borderline                          | To Yat-fei                       |                                                 |
| 2014  | The Election                            | Sung Man-san                     |                                                 |
| 2016  | Law dis-Order                           | KC Lau Kan-cheung                |                                                 |

### Cinéma
| Année         | Titre                                            | Rôle                             | Notes                                                 |
| ------------- | ------------------------------------------------ | -------------------------------- | ----------------------------------------------------- |
| 1983          | Mad Mad 83                                       |                                  |                                                       |
| 1985          | It's a Drink, It's a Bomb                        | Ronnie                           |                                                       |
| 1988          | Figures from Earth                               | Le gendarme mince                |                                                       |
| 1988          | Faithfully Yours                                 | L'employé du laboratoire médical |                                                       |
| 1989          | Le Sens du devoir 4                              | Ming                             |                                                       |
| 1990          | Princess Madam                                   | Roger                            |                                                       |
| 1992          | Friday Gigolo                                    |                                  |                                                       |
| 1992          | Cageman                                          | Prince Sam                       | Hong Kong Film Awards : Meilleur second rôle          |
| 1993          | Perfect Exchange                                 | Gold-finger Chi                  |                                                       |
| 1994          | Mr. Sardine                                      | Mong                             |                                                       |
| 1994          | The Crucifixion                                  | Leung Chi-Wah                    |                                                       |
| 1994          | The Dragon Chronicles – The Maidens              | Sing Hoi                         |                                                       |
| 1999          | Moonlight Express                                | Officier Tung                    |                                                       |
| 1999          | Sometimes, Miracles Do Happen                    |                                  |                                                       |
| 2001          | The Saving Hand                                  |                                  |                                                       |
| 2001          | Funeral March                                    | Le frère de Duan                 |                                                       |
| 2001          | Never Say Goodbye                                |                                  |                                                       |
| 2002          | Give Them a Chance                               |                                  |                                                       |
| 2003          | Infernal Affairs 2                               | Oncle John                       | Nommé au Hong Kong Film Award du meilleur second rôle |
| 2003          | Fu bo                                            |                                  |                                                       |
| 2004          | New Police Story                                 | Commandant Tai                   |                                                       |
| 2004          | Koma                                             | Sergent Lee Wah-Biu              |                                                       |
| 2005          | Mob Sister                                       | Ah Kau                           |                                                       |
| 2005          | SPL : Sha po lang                                | Lok Kwun Wah                     | Nommé au Hong Kong Film Award du meilleur second rôle |
| 2005          | Crazy N' the City                                | Richy                            |                                                       |
| 2005          | Colour of the Loyalty                            |                                  |                                                       |
| 2005          | Dragon Squad                                     |                                  |                                                       |
| 2006          | The Third Eye                                    | L'oncle de Ka-Kei                |                                                       |
| 2007          | Protégé                                          | Le chef des douaniers            |                                                       |
| 2007          | The Detective                                    | Inspecteur Fung Chak             |                                                       |
| 2008          | A Decade of Love                                 |                                  |                                                       |
| 2008          | The Moss                                         | Four-eyed Tong                   |                                                       |
| 2008          | Ballistic                                        | Ertong                           |                                                       |
| 2008          | The Crash                                        | Sun                              | Hong Kong Film Award du meilleur second rôle          |
| 2008          | Lady Cop & Papa Crook                            | Bowie Cheung                     |                                                       |
| 2009          | Snipers, tireur d'élite                          |                                  |                                                       |
| 2009          | To Live and Die in Mongkok                       | Un policier                      |                                                       |
| 2010          | Fire of Conscience                               | Cheung On                        |                                                       |
| 2010          | The Stool Pigeon                                 | Jabber                           | Nommé au Hong Kong Film Award du meilleur second rôle |
| 2011          | I Love Hong Kong                                 | Lee Siu-mei                      |                                                       |
| 2011          | The Way We Were                                  |                                  |                                                       |
| 2011          | The Detective 2                                  | Inspecteur Fung Chak             |                                                       |
| 2011          | 72 Heroes                                        | Gao Jianfu                       |                                                       |
| 2011          | Demon 2                                          |                                  |                                                       |
| 2011          | Datong: The Great Society                        |                                  |                                                       |
| 2011          | Turning Point 2                                  | Cheuk King Chuen                 |                                                       |
| 2012          | The Viral Factor                                 | Man Tin                          |                                                       |
| 2012          | Le Mystère des balles fantômes                   | Le Boss Ding                     |                                                       |
| 2012          | Imperfect                                        | Wang Guodong                     |                                                       |
| 2012          | Cross                                            | Mr Yip                           |                                                       |
| 2013          | Ip Man: The Final Fight                          | Lee Yiu-wah                      |                                                       |
| 2013          | Christmas Rose                                   |                                  |                                                       |
| 2014          | As the Light Goes Out                            | Officier Tam                     |                                                       |
| 2014          | That Demon Within                                | Le courtier                      |                                                       |
| 2014          | Horseplay                                        | Officier Wong                    |                                                       |
| 2014          | Z Storm                                          | Cheung Keung                     |                                                       |
| 2014          | Golden Brother                                   |                                  |                                                       |
| 2014          | I Sell Love                                      |                                  |                                                       |
| 2015          | Guilty                                           |                                  |                                                       |
| 2015          | Imprisoned: Survival Guide for Rich and Prodigal | Le prisonnier                    |                                                       |
| 2015          | Ten Years: Local Egg                             | Sam                              |                                                       |
| 2016          | Call of Heroes                                   | Liu Kap-cheung                   |                                                       |
| 2016          | Weeds on Fire                                    | Lu Kwong-fai                     | Nommé au Hong Kong Film Award du meilleur second rôle |
| 2017          | Shock Wave                                       | Yim Kwok-wing                    |                                                       |
| 2018          | House of the Rising Sons                         |                                  |                                                       |
| 2018          | Project Gutenberg                                | Ng Yam                           |                                                       |
| 2019          | P Storm                                          |                                  |                                                       |
| 2019          | First Class Charge                               |                                  |                                                       |
| 2020          | Declared Legally Dead                            |                                  |                                                       |
| 2020          | All's Well, Ends Well 2020                       |                                  | Dernier film sorti de son vivant.                     |
| En production | G Storm                                          |                                  | Sortie posthume                                       |
| En production | Be Water, My Friend                              |                                  | Sortie posthume                                       |
| En production | The Attorney                                     |                                  | Sortie posthume                                       |
| En production | Ladies Market                                    |                                  | Sortie posthume                                       |